# Лаврик, Александр Фёдорович
Александр Федорович Лаврик (5 ноября 1927 — 28 мая 2010) — математик, академик Академии наук Узбекистана, лауреат премии имени А. А. Маркова.

## Биография
Родился 5 ноября 1927 года в деревне Георгиевка (на территории современной Кемеровской области).
Участвовал в Великой Отечественной войне.
В 1952 году экстерном окончил Ферганский педагогический институт, специальность «учитель математики», и работал по специальности в ташкентской школе.
С 1957 по 1967 годы — работа в Ташкентском высшем общевойсковом командном училище.
В 1958 году — защита кандидатской диссертации, тема: «Некоторые аддитивные задачи теории чисел», а в 1967 году — защита докторской диссертации, тема: «Функциональные и приближенные функциональные уравнения функций Дирихле».
С августа 1967 года — заведующий кафедрой «Высшая математика» Ташкентского института инженеров железнодорожного транспорта.
С 1989 года — член-корреспондент Академии наук Узбекистана, а с 2000 года — академик.
Умер 28 мая 2010 года в Ташкенте, похоронен на Боткинском кладбище Ташкента.

### Научная деятельность
Основные труды по теории чисел, теории функций, математическому анализу.
Разработчик метода изучения приближенных функциональных уравнений функций Дирихле.
Смог провести оценку остаточного члена в элементарном доказательстве асимптотического закона распределения простых чисел.
Вел работу в области решения гипотезы Римана, труднейшей задачи теории чисел, названной проблемой тысячелетия.
Автор более ста научных работ.
Под его руководством защищены 6 докторских и 10 кандидатских диссертаций.

### Общественная деятельность
Член проблемного Совета АН Республики Узбекистан, член редколлегии «Узбекского математического журнала», член специализированных Советов по присуждению ученых степеней.
Постоянный член Программного комитета международной конференции «Современные проблемы теории чисел», которая регулярно проводится в России.

## Награды
- Премия имени А. А. Маркова (1974) — за цикл работ «Приближенные функциональные уравнения для дзета-функций»
- Звание «Заслуженный деятель науки Узбекской ССР» (1977)
- Почётный железнодорожник (1987)
- Персональный пенсионер (1993)
- Награждён 10 медалями СССР и Узбекистана.